# Jarosławka (obwód czernihowski)
Jarosławka (ukr. Ярославка) – wieś na Ukrainie, w obwodzie czernihowskim, w rejonie niżyńskim, w hromadzie Bobrowycia. W 2001 liczyła 1191 mieszkańców, spośród których 1179 wskazało jako ojczysty język ukraiński, 11 rosyjski, a 1 ormiański.